# Lavalette, Aude

Lavalette este o comună în departamentul Aude din sudul Franței. În 1 ianuarie 2022 avea o populație de 1.572 de locuitori.